# У Херим
У Хе Рим (кор. 우혜림, кит. 禹惠林; род. 1 сентября 1992 года, более известная как Херим, Хелим или Лим) — южнокорейский автор-исполнитель. Являлась участницей гёрл-группы Wonder Girls.

## Ранняя жизнь
У Хе Рим родилась 1 сентября 1992 года в Сеуле, Южная Корея. Она пробыла в одной из резиденций Гонконга 14 лет. Умеет говорить на корейском, английском, кантонском и севернокитайском языках. Её отец — мастер по тхэквондо.

## Карьера

### 2009—2010: Предебют
Изначально Херим стажировалась в гёрл-группе, состоявшей из 5 человек. Во время стажёрства группа отправилась в Китай, где появилась на нескольких телевизионных программах, чтобы показать свои способности для китайской публики. У них не было официального названия, поэтому их называли «Сёстры JYP» (англ. JYP Sisters) или просто «Сёстры» (англ. Sisters). JYP Entertainment представляли их как «Китайские Wonder Girls» (англ. Chinese Wonder Girls). До официального дебюта коллектив покинули две участницы, и остались Лим, Джиа и Фей (которые позже дебютировали в составе miss A).

### 2010 — настоящее время: Wonder Girls и другая деятельность

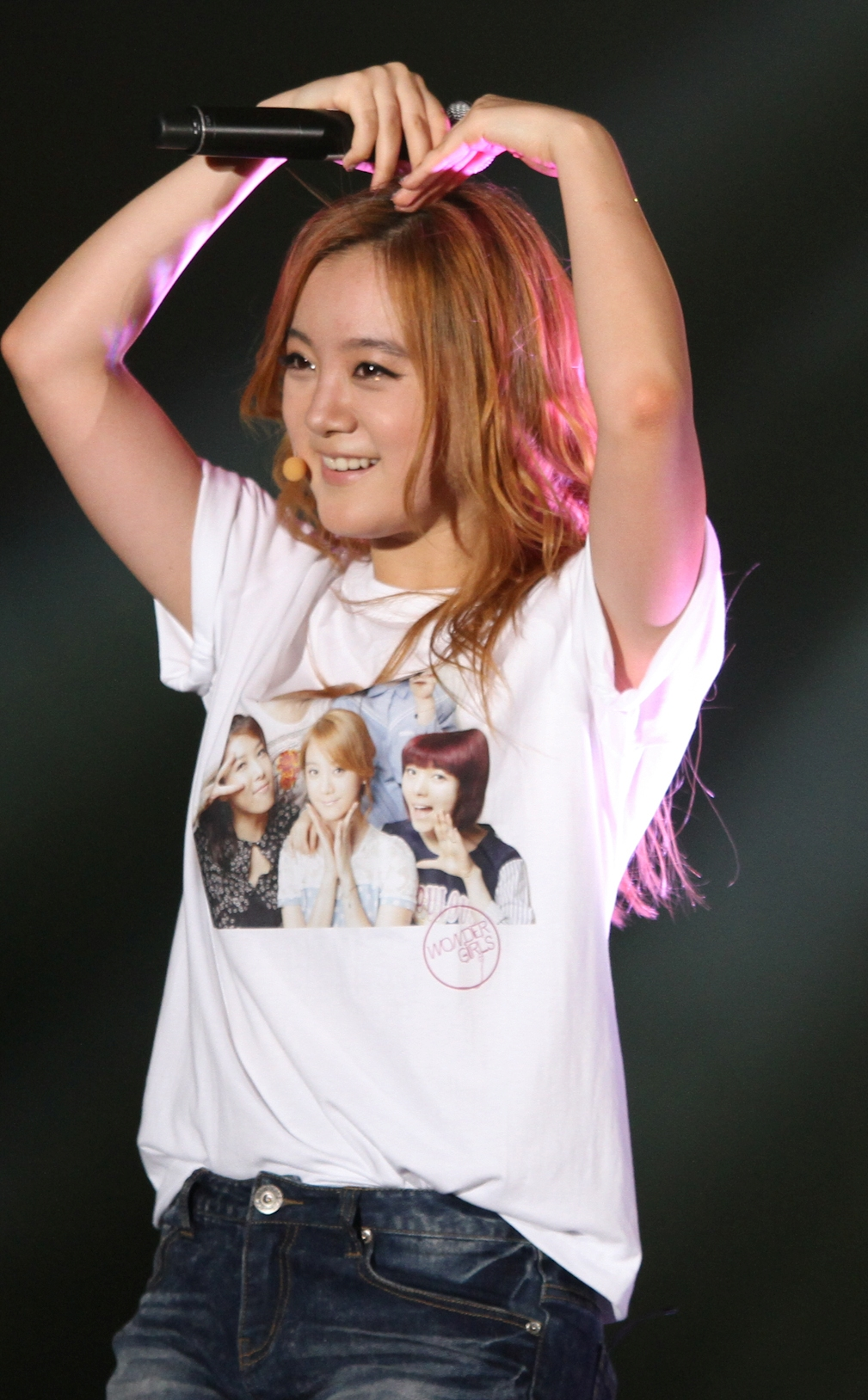
Херим в туре Wonder World Tour, 2012 год

22 января 2010 года было объявлено, что Лим дебютирует в Wonder Girls вместо Сонми, которая приостановила свою карьеру из-за учёбы. Её первое появление на сцене в составе группы состоялось 5 февраля на выступлении в Шанхае. В 2013 году Лим стала соведущей на радио English Go Go!. С 20 августа 2013 года по 10 марта 2014 года она также была ведущей шоу Pops in Seoul.
24 июня 2015 года было объявлено, что Wonder Girls вернутся на сцену в качестве инструментальной группы. 3 апреля 2016 года состоялась премьера песни «With You», записанной совместно с Бернардом Паком в рамках проекта «JYP Duet Match».
26 января 2017 года было объявлено о расформировании группы. Лим возобновила свой контракт с JYP Entertainment, чтобы продолжить свою деятельность. 10 февраля состоялся релиз прощального сингла «Draw Me».

## Личная жизнь
С 2013 года встречается с тхэквондистом Шин Мин Чолем. 5 июля 2020 года они поженились.

## Дискография
| Название                                         | Год                | Пиковая позиция в чартах | Продажи (DL)       | Альбом             |                    |                    |
| Название                                         | Год                | KOR Gaon                 | Продажи (DL)       | Альбом             |                    |                    |
| Как главный артист                               | Как главный артист | Как главный артист       | Как главный артист | Как главный артист | Как главный артист | Как главный артист |
| ------------------------------------------------ | ------------------ | ------------------------ | ------------------ | ------------------ | ------------------ | ------------------ |
| «Act Cool» (совместно с San E)                   | 2011               | —                        | N/A                | Wonder World       |                    |                    |
| Коллаборации                                     |                    |                          |                    |                    |                    |                    |
| «With You» (совместно с Бернардом Паком)         | 2016               | —                        | N/A                | Не сингл с альбома |                    |                    |
| Как приглашённый артист                          |                    |                          |                    |                    |                    |                    |
| «Cry of Love» (3rd Wave Music совместно с Херим) | 2013               | —                        | N/A                | Soldiers of Light  |                    |                    |
| «Iron Girl» (HA:TFELT совместно с Херим)         | 2014               | —                        | N/A                | Me?                |                    |                    |

### Авторство песен
| Год  | Альбом                 | Исполнитель         | Песня             | Слова            | Слова                             | Музыка           | Музыка                            |
| Год  | Альбом                 | Исполнитель         | Песня             | Принятие участия | Совместно с                       | Принятие участия | Совместно с                       |
| ---- | ---------------------- | ------------------- | ----------------- | ---------------- | --------------------------------- | ---------------- | --------------------------------- |
| 2011 | Wonder World           | Wonder Girls        | «Act Cool» (Соло) | Да               | San E                             | Да               | San E                             |
| 2014 | Me?                    | HA:TFELT            | «Iron Girl»       | Да               | Еын и «Collapsedone»              | Да               | Еын и «Collapsedone»              |
| 2015 | Reboot                 | Wonder Girls        | «Candle»          | Да               | Frants и Paloalto                 | Да               | Frants                            |
| 2015 | Reboot                 | Wonder Girls        | «Back»            | Да               | Ким Ю Бин и Ли Сонми              | Да               | Ким Ю Бин и Ли Сонми              |
| 2015 | Reboot                 | Wonder Girls        | «OPPA»            | Да               | Frants                            | Да               | Frants                            |
| 2016 | JYP Duet Match Project | Бернард Пак и Херим | «With You»        | Да               | -                                 | Да               | -                                 |
| 2016 | Why So Lonely          | Wonder Girls        | «Why So Lonely»   | Да               | У Хе Рим, Ким Ю Бин и Кон Чжи Сан | Да               | У Хе Рим, Ким Ю Бин и Кон Чжи Сан |

## Фильмография

### Фильмы
| Год  | Название                | Роль              | Примечание |
| ---- | ----------------------- | ----------------- | ---------- |
| 2010 | Последний крёстный отец | Wonder Girls      | Камео      |
| 2012 | The Wonder Girls        | В роли самой себя |            |
| 2014 | Плохие сёстры           | Пак Чжи Хи        |            |

### Телешоу
| Год       | Название          | Канал      | Роль    | Примечание   |
| --------- | ----------------- | ---------- | ------- | ------------ |
| 2013-2014 | Pops in Seoul     | Arirang TV | Ведущая |              |
| 2015      | Аномальный саммит | JTBC       | Гость   | Вместе с Еын |

### Музыкальные видео
| Год  | Название         | Исполнитель | Роль              |
| ---- | ---------------- | ----------- | ----------------- |
| 2010 | «This Christmas» | JYP Nation  | В роли самой себя |